# Divide/Conquer
Divide/Conquer es una productora de cine y televisión de los Estados Unidos, fundada en 2013 por Adam Hendricks, Greg Gilreath y John H. Lang.
Es especialmente reconocida por la producción de películas como: Lucky, Cam, Black Christmas, Freaky, The Voyeurs, Vengeance, M3GAN y Totally Killer.

## Descripción general
Divide/Conquer supervisa el desarrollo y la producción de películas de bajo presupuesto. Entre sus primeras películas se encuentran V/H/S: Viral, Lucky, Like, Compartir, Seguir y Tótem.
También es conocida por colaborar en múltiples proyectos con Jason Blum y Blumhouse Productions. En 2022, Freaky apareció en un laberinto en Halloween Horror Nights de Universal, y en 2023 fue en M3GAN.

## Filmografía

### Películas
| Fecha de lanzamiento     | Título                 | Director                                                                                    | Distribución              |
| ------------------------ | ---------------------- | ------------------------------------------------------------------------------------------- | ------------------------- |
| 23 de octubre de 2014    | V/H/S: Viral           | Marcel Sarmiento Gregg Bishop Nacho Vigalondo Justin Benson and Aaron Moorhead Todd Lincoln | Magnet Releasing          |
| 29 de septiembre de 2017 | Lucky                  | John Carroll Lynch                                                                          | Magnolia Pictures         |
| 31 de octubre de 2017    | Like. Share. Follow.   | Glenn Gers                                                                                  | Cinemax                   |
| 31 de octubre de 2017    | Totem                  | Marcel Sarmiento                                                                            | Cinemax                   |
| 4 de mayo de 2018        | Family Blood           | Sonny Mallhi                                                                                | Netflix                   |
| 16 de noviembre de 2018  | Cam                    | Daniel Goldhaber                                                                            | Netflix                   |
| 7 de diciembre de 2018   | Newly Single           | Adam Christian Clark                                                                        | Gravitas Ventures         |
| 31 de marzo de 2019      | Mercy Black            | Owen Egerton                                                                                | Netflix                   |
| 5 de abril de 2019       | The Wind               | Emma Tammi                                                                                  | IFC Midnight              |
| 14 de abril de 2019      | Thriller               | Dallas Jackson                                                                              | Netflix                   |
| 20 de septiembre de 2019 | Bloodline              | Henry Jacobson                                                                              | Momentum Pictures         |
| 1 de noviembre de 2019   | Adopt a Highway        | Logan Marshall-Green                                                                        | RLJE Films                |
| 13 de diciembre de 2019  | Black Christmas        | Sophia Takal                                                                                | Universal Pictures        |
| 13 de noviembre de 2020  | Freaky                 | Christopher Landon                                                                          | Universal Pictures        |
| 18 de diciembre de 2020  | Climate of the Hunter  | Mickey Reece                                                                                | Dark Star Pictures        |
| 20 de marzo de 2021      | Wildcat                | Jonathan W. Stokes                                                                          | Paramount Pictures        |
| 8 de mayo de 2021        | Pink Skies Ahead       | Kelly Oxford                                                                                | MTV Entertainment Studios |
| 10 de septiembre de 2021 | The Voyeurs            | Michael Mohan                                                                               | Amazon Studios            |
| 10 de diciembre de 2021  | Agnes                  | Mickey Reece                                                                                | Magnet Releasing          |
| 15 de julio de 2022      | Diary of a Spy         | Adam Christian Clark                                                                        | XYZ Films                 |
| 29 de julio de 2022      | Vengeance              | B. J. Novak                                                                                 | Focus Features            |
| 7 de octubre de 2022     | The Visitor            | Justin P. Lange                                                                             | Epix                      |
| 1 de noviembre de 2022   | Deborah                | Noga Pnueli                                                                                 | 1091 Pictures             |
| 6 de enero de 2022       | M3GAN                  | Gerard Johnstone                                                                            | Universal Pictures        |
| 7 de abril de 2023       | Play Dead              | Patrick Lussier                                                                             | Voltage Pictures          |
| 9 de junio de 2023       | Brooklyn 45            | Ted Geoghegan                                                                               | Shudder                   |
| 1 de septiembre de 2023  | Perpetrator            | Jennifer Reeder                                                                             | Shudder                   |
| 6 de octubre de 2023     | Totally Killer         | Nahnatchka Khan                                                                             | Amazon MGM Studios        |
| 10 de noviembre de 2023  | It's a Wonderful Knife | Tyler MacIntyre                                                                             | RLJE Films Shudder        |
| 3 de octubre de 2024     | House of Spoils        | Bridget Savage Cole Danielle Krudy                                                          | Amazon MGM Studios        |
| 7 de febrero de 2025     | Heart Eyes             | Josh Ruben                                                                                  | Sony Pictures Releasing   |

### Próximas películas
| Fecha de lanzamiento | Título         | Director         | Distribución |
| -------------------- | -------------- | ---------------- | ------------ |
| TBA                  | Faces of Death | Daniel Goldhaber | N/A          |

## Cortometrajes
| Año  | Título                       | Director           |
| ---- | ---------------------------- | ------------------ |
| 2013 | Jerry, the Exorcist Roommate | Kevin Oeser        |
| 2013 | The Key                      | Sherwin Shilati    |
| 2013 | This is How You Die          | Michael Mohan      |
| 2014 | Redaction                    | Tim Sanger         |
| 2015 | Pink Grapefruit              | Michael Mohan      |
| 2015 | Grand Zero                   | Kevin Oeser        |
| 2015 | Party Animal                 | Adam Bowers        |
| 2015 | Connected                    | Luke Gilford       |
| 2016 | How Was Burning Man?         | Kevin Oeser        |
| 2017 | Game                         | Jeannie Donohoe    |
| 2018 | Deb                          | Noga Pnueli        |
| 2018 | End Times                    | Bobby Miller       |
| 2018 | Maradentro                   | Christa Boarini    |
| 2020 | The Priest                   | Mike Vukadinovhich |

## Televisión
| Año     | Series                                    | Creador                         | Notas                                              |
| ------- | ----------------------------------------- | ------------------------------- | -------------------------------------------------- |
| 2016    | Judgment Day: Prison or Parole?           | Joe Berlinger                   |                                                    |
| 2016    | Garfunkel and Oates: Trying to Be Special | Jeremy Konner Riki Lindhome     | especial de televisión                             |
| 2016    | Virtually Mike and Nora                   | Nora Kirkpatrick Mike O'Brien   |                                                    |
| 2017    | Killing Richard Glossip                   | Joe Berlinger Kevin Huffman     |                                                    |
| 2017    | High & Mighty                             | César Mazariegos                |                                                    |
| 2017    | Breakarate                                | Patrick Cox Clay Baird          |                                                    |
| 2018    | Door No. 1                                | Nora Kirkpatrick Chris W. Smith |                                                    |
| 2018–19 | Into the Dark                             | N/A                             | 2 episodios: "Flesh & Blood" "All That We Destroy" |